# Alice Kauser
Alice Berta Josephine Kauser (* 21. November 1871  in Budapest; † 9. September 1945 in New York City) war eine amerikanische Theater- und Literatur-Agentin.

## Leben
Ihr Vater, Joseph Stephan Kauser, war Architekt und von 1869 bis 1874 amerikanischer Konsul in Budapest. Aufgrund der wechselnden Arbeitsorte ihres Vaters verbrachte sie ihre Kindheit und Jugend in Ungarn, Griechenland und Frankreich, wuchs mehrsprachig auf. Ihre Mutter, Berta Gerster, eine von Franz Liszt verehrte Sopranistin, führte sie in die Welt des Theaters und der Oper ein. Bekanntschaften aus dieser Zeit waren später hilfreich für ihre berufliche Karriere. Nach dem Tode seiner Frau kehrte Joseph Stephan Kauser 1888 mit seinen drei Kindern endgültig nach Amerika (Pensacola, Florida) zurück.
1893 verließ Alice Kauser Pensacola und begab sich nach New York, wo sie zunächst als Sekretärin von Elizabeth Marbury arbeitete, der Generalagentin der Gesellschaft französischer Dramenschriftsteller. Bald aber riskierte sie, eine eigene Literatur- und Theateragentur zu eröffnen. Das Theatergeschäft jener Jahre funktionierte in New York so, dass die Theaterstücke praktisch endgültig in Vergessenheit gerieten, sobald ihre Broadway-Erfolge nachließen. Alice Kausers Geschäftsidee war genial-einfach: sie verschaffte sich die Aufführungsrechte an diesen Stücken, um sie für eine bestimmte Zeit landesweit an andere Theater-Ensembles auszuleihen. Die Autoren erhielten von ihr Tantiemen, und sie selbst nahm eine Kommissionsgebühr ein. Nach zwei, drei wenig erfolgreichen Jahren begann ihr Unternehmen zu boomen. Bald hatte sie in London und Paris Büros und reiste jährlich mehrmals nach Europa, um Kontakte zu neuen, auch unbekannten Bühnenautoren herzustellen, denen sie in Amerika zum Durchbruch verhalf (u. a. Lorimer Stoddard, Paul Kester, Longdon Mitchell, Anne Crawford Flexner, George C. Hazelton und Mrs. Burton Harrison). Henrik Ibsen, Channing Pollock und Edward Childs Carpenter gehören zu den bekannteren Autoren, deren Werke über Alice Kausers Agentur gefördert wurden.
Im Ersten Weltkrieg engagierte sich Alice Kauser in herausragender Weise für die Linderung der Not ungarischer Kinder. Der 1920 gegründete Europäische Hilfsrat (European relief Council) honorierte ihren Einsatz mit der Feststellung, dass niemand in der Welt für die Unterstützung Not leidender Kinder in Ungarn mehr als sie geleistet habe.

## Leistungen
Mit ihrer Agentur revolutionierte Alice Kauser den Theaterbetrieb in Amerika.

## Werke
- At the White Horse Tavern, New York 1907,
- The Cowboy and the Lady, New York 1908,
- The Frisky Mrs Johnson, New York 1908,
- The Moth and the Flame, New York 1908.